# John Harvey Kellogg

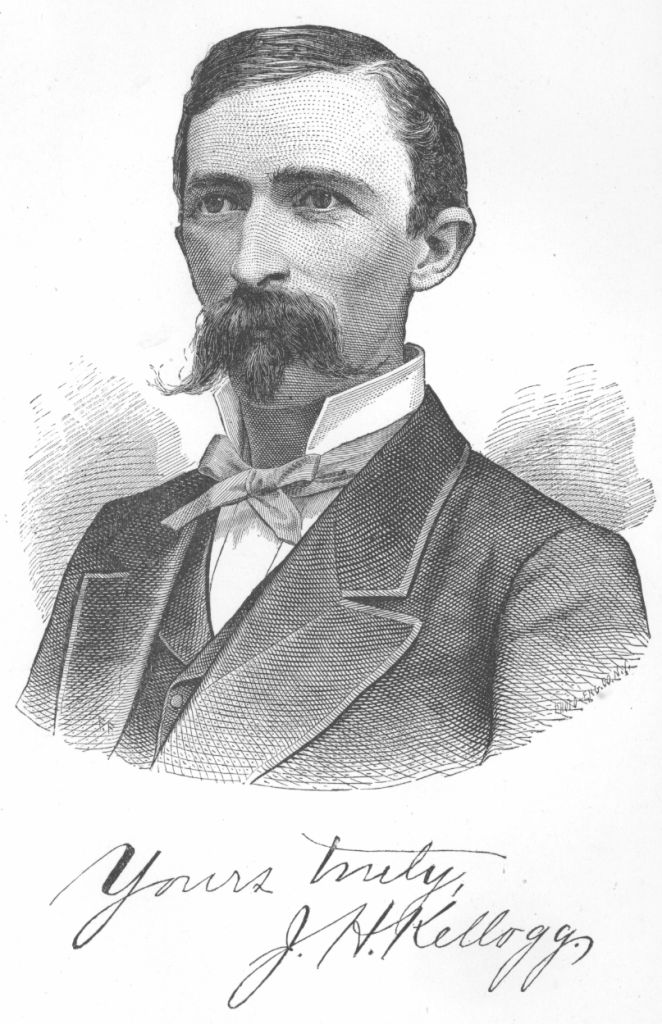
dr. John Harvey Kellogg, 1852-1943

Dr. John Harvey Kellogg (Tyrone (New York), 26 februari 1852 - Battle Creek (Michigan), 14 december 1943) was een arts en eugeneticus in Battle Creek in de Amerikaanse staat Michigan. Hij dreef daar een sanatorium met holistische methodiek en legde sterk de nadruk op voeding, klysmata en lichaamsbeweging. Heden ten dage heeft Kellogg, een buitengewoon felle vegetariër, zijn grootste roem te danken aan zijn uitvinding: de cornflakes.

## Leven
Kellogg is geboren in Tyrone in New York. Zijn ouders waren John Preston Kellogg en Ann Janette Stanley. In 1860 verhuisde de familie naar Battle Creek in Michigan, waar John Kellogg een bezemfabriek opende. Later werkte hij als drukkersleerling bij een uitgever in Battle Creek.
Kellogg ging naar de lagere en middelbare school in het openbare onderwijssysteem van Battle Creek en studeerde later aan de Michigan State Normal School (sinds 1959 de Michigan State University). Vervolgens studeerde hij medicijnen aan de New York University Medical College bij het Bellevue Hospital. Hij studeerde af in 1875 met een graad in de medicijnen.
Op 22 februari 1879 huwde hij Ella Ervilla Eaton (1853-1920), een meisje uit het gehucht Alfred Center in New York. Ze kregen geen kinderen, maar voedden er wel meer dan 40 op (waarvan ze er zeven adopteerden) voor Ella in 1920 overleed. Kelloggs geadopteerde kinderen waren Agnes Grace Kellogg, Elizabeth Kellogg, John William Kellogg, Ivaline Maud Kellogg, Paul Alfred Kellogg, Robert Moffatt Kellogg en Newell Carey Kellogg.
Kellogg stierf in 1943. Hij werd begraven op de Oak Hill begraafplaats van Battle Creek.

## Het sanatorium van Battle Creek
Kellogg werd redelijk bekend door zijn werk aan het Battle Creek Sanatorium, dat hij volgens de principes van de zevendedagsadventisten beheerde. Zij geloofden in een vegetarisch dieet en een strak regime van lichaamsbeweging. Kellogg opereerde ook als een patiënt niet genas door het dieet; daarbij verwijderde hij een stukje van de dunne darm.

## Ontbijtgranen
John Kellogg startte in 1897, samen met zijn broer Will Keith Kellogg, de Sanitas Food Company om hun graanproducten op de markt te brengen. Het standaardontbijt in die dagen voor de rijken bestond uit eieren en vlees. Voor de armen was het ontbijt griesmeel, meelproducten, vlokken en andere gekookte granen. John en Will kregen uiteindelijk een heftig meningsverschil over het toevoegen van suiker aan de ontbijtgranen. In 1906 opende Will zijn eigen bedrijf, genaamd de Battle Creek Toasted Corn Flake Company -- de latere Kellogg Company. Sindsdien zeiden nooit meer een woord tegen elkaar.
John Kellogg startte toen de Battle Creek Food Company, om sojaproducten te ontwikkelen en verkopen. Kellogg heeft echter niet de gedroogde ontbijtgranen uitgevonden. Dat was een innovatie van dr. James Caleb Jackson uit 1863, een product dat hij "Granula" noemde. Een van Kelloggs patiënten, Charles William Post geheten, zou later zijn eigen fabriek voor gedroogde ontbijtgranen starten en een rivaliserend merk, "cornflakes", op de markt brengen.

## Seksualiteit
Kellogg was een uitgesproken kruisvaarder tegen alle vormen en soorten van seksualiteit. Daarbij was hij voorstander van zeer verregaande methoden:
Een remedie tegen masturbatie die bij jongens vrijwel altijd succes boekt is de besnijdenis. De operatie dient uitgevoerd te worden door een chirurg en zonder het toedienen van verdovingsmiddelen, opdat de kortstondige pijn een reinigende werking op de geest zal hebben. Dit laatste met name als de hele gebeurtenis verbonden wordt met het idee van een bestraffing. Bij meisjes heeft de schrijver ondervonden dat het toepassen van pure fenol op de clitoris een uitstekende manier is om de abnormale lusten te onderdrukken.
Uit "Treatment for Self-Abuse and its Effects", geschrift in Plain Facts for Old and Young (1888). Burlington, Iowa: F. Segner & Co.; p.295
Ook geloofde Kellogg dat de voeding invloed kon hebben op de seksuele lusten. Daarom ontwierp hij een ontbijt (zijn cornflakes), samengesteld uit ingrediënten die de seksuele lusten zo min mogelijk zouden stimuleren.

## Voornaamste publicaties

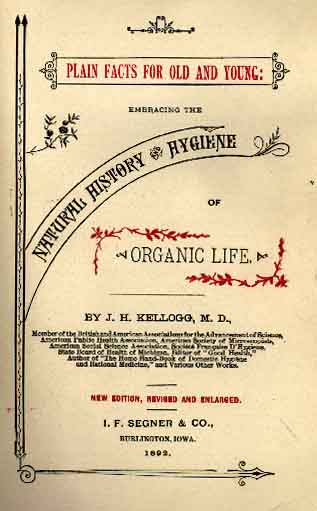
Plain Facts For Old And Young

- 1877 Plain Facts For Old And Young: Embracing The Natural History And Hygiene Of Organic Life
- 1888 Treatment for Self-Abuse and its Effects, Plain Facts for Old and Young
- 1893 Ladies Guide in Health and Disease
- 1903 Rational Hydrotherapy
- 1910 Light Therapeutics
- 1922 Autointoxication or Intestinal Toxemia
- 1923 Tobaccoism or How Tobacco Kills
- 1927 New Dietetics: A Guide to Scientific Feeding in Health and Disease
- 1929 Art of Massage: A Practical Manual for the Nurse, the Student and the Practitioner

## Kellogg in fictie
Kellogg en zijn sanatorium zijn onderwerp van een roman, The Road to Wellville, van T. Coraghessan Boyle uit 1993 -- het verhaal berust echter niet op feiten. Diens boek is verfilmd door Alan Parker in 1994. Anthony Hopkins speelde Kellogg.
- Bibsys: 90859010
- Bibliothèque nationale de France: cb162617629 (data)
- CiNii: DA08941330
- Gemeinsame Normdatei: 119140233
- International Standard Name Identifier: 0000 0000 8343 906X
- Library of Congress Control Number: n50060957
- Nationale Bibliotheek van Letland: 000081811
- Bibliotheek van het Japanse parlement: 00514237
- Nationale Bibliotheek van Tsjechië: ola2017943523
- Nationale bibliotheek van Australië: 35363689
- Nationale Bibliotheek van Israël: 987007263633405171
- Nederlandse Thesaurus van Auteursnamen: 139278311
- LIBRIS: 319523
- SNAC: w6wm1gwx
- Système universitaire de documentation: 102074038
- Trove: 926327
- Virtual International Authority File: 57418490
- WorldCat: E39PBJyMg7cWcmvHrgHwxQ9hpP